# Komarnica (župa)
Komarnica, srednjovjekovna humska župa. Prvi se put spominje u Ljetopisu Popa Dukljanina iz 12. stoljeća. Prema Ljetopisu Komarnica je sastavni Podgorja u koji su ušle i župe Neretva, Onogošt, Morača, Piva, Gacko, Nevesinje, Viševa, Kom i Rama. Podgorje skupa s Humskom zemljom, Trebinjem i Zetom sačinjava tzv. tetrarhiju ili federaciju od četiri oblasti od kojih svaka ima status polusamostalne zemlje – države.